# Tove Ditlevsenová
Tove Irma Margit Ditlevsenová (14. prosince 1917 Kodaň – 7. března 1976) byla dánská spisovatelka a poetka.

## Život
Narodila se v Kodani a vyrůstala ve Vesterbro, chudé dělnické kodaňské čtvrti. Její zážitky z dětství byly později hlavním východiskem její tvorby. Spisovatelka se během svého života vdala a rozvedla celkem čtyřikrát. O svém problémovém životě, několika manželstvích a drogové závislosti se během svého života otevřeně vyjadřovala v rozhovorech.
V roce 1976 spáchala sebevraždu užitím nadměrného množství léků pro spaní.

## Tvorba
Jejím literárním debutem byla básnická sbírka Pigesind (1937, Dívčí duše), na kterou téměř o dvacet let později navázala další sbírkou Kvindesind (1955, Ženské duše).
V roce 1953 získala dánské ocenění Tagea Brandt Rejselegat. Její báseň „Blinkende Lygter“ (ze stejnojmenné knihy) odzněla ve filmu Blikající světla (Flickering Lights), režiséra Anderse Thomase Jensena.
Napsala celkem 29 knih. Její tvorba zahrňuje povídky, novely, básně, paměti a také eseje. Ve svých realisticko-psychologických prózách se věnovala zejména těžkému osudu žen a dětí ve velkoměstském prostředí nebo problematice ženských práv.
Její patrně nejznámější dílo, novela Ulice dětství („Barndommens gade“) byla roce 1986 zfilmována. Dánská zpěvačka Anne Linnetová také nazpívala a vydala album s jejími básněmi. Hudba z tohoto alba byla v roce 1986 použita ve výše uvedeném filmu. V roce 1999, 23 let po její smrti, hlasovali čtenáři dánského listu Politiken v anketě o „Největší dánskou knihu století“. Kniha Ulice dětství se v hlasování umístila na 21. příčce, tato kniha vyšla v roce 1980 v slovenském překladu v nakladatelství Smena.